# 드림 허브 군산 FS
드림 허브 군산 FS(Dream Hub Gunsan Futsal Club)는 대한민국 전북특별자치도 군산시에 있는 풋살 선수단이다. 드림허브군산FS가 운영하는 남자 세미프로 풋살단이며, 2013년에 창단되었다.

## 역사
2013년 창단한 전국 최초의 협동조합 구단으로 클럽 조합원이 클럽 운영에 대한 모든 의사결정을 한다. 2016-17년 승강제 원년에 정규시즌 7위 ~ 12위를 기록하며 드림리그로 강등당한 이후 승격하지 못하고 있다.

## 우승 기록
- FK컵
  - 준우승(1): 2013
  - 3위 : 2018
- FK리그

2021-22 FK드림리그 3위

## 기록

### 시즌별 기록
| 시즌    | FK 슈퍼리그 / 드림리그 | FK컵    | 감독   |
| ------- | ---------------------- | ------- | ------ |
| 2013-14 | 불확실                 | 1라운드 | 조길제 |
| 2014-15 | 불확실                 | 준우승  | 조길제 |
| 2015-16 | 불확실                 | 1라운드 | 조길제 |
| 2016-17 | 드림리그 강등          | 2라운드 | 채윤수 |
| 2017-18 | 불확실                 | 3라운드 | 채윤수 |
| 2018-19 | 드림리그 3위           | 3라운드 | 채윤수 |

## 지도자

### 역대 감독
| 순번 | 이름   | 취임        | 사임        | 비고     | 타이틀 |
| ---- | ------ | ----------- | ----------- | -------- | ------ |
| 1대  | 조길제 | 2013-14시즌 | 2015-16시즌 | 초대감독 |        |
| 2대  | 채윤수 | 2016-17시즌 |             |          |        |
| 3대  | 고 솔  |             |             |          |        |

## 주요 선수
- 유상은
- 문석주
- 김웅수
- 조형우
- 신명관
- 서성덕
- 오지석
- 이승진
- 진형석
- 이상균
- 윤상식
- 정상우
- 고해일
- 김범준
- 김재영
- 류기원
- 송현우
- 이우석
- 이재훈
- 이태흥
- 임건호
- 장완수
- 정상우
- 최선규
- 한동걸

## 참고 문헌
- “스포츠지원포털 등록 현황”. 대한체육회.
- “KFA 통합경기정보 시스템”. 대한축구협회.